# Coelogynopora schulzii
Coelogynopora schulzii is een platworm (Platyhelminthes). De worm is tweeslachtig. De soort leeft in het zoute water.
Het geslacht Coelogynopora, waarin de platworm wordt geplaatst, wordt tot de familie Coelogynoporidae gerekend. De wetenschappelijke naam van de soort werd voor het eerst geldig gepubliceerd in 1938 door Meixner.